# 奥登塔尔
奥登塔尔（德語：Odenthal，發音：[ˈoːdn̩taːl]）是德国北莱茵-威斯特法伦州科隆行政区莱茵-贝格县的市镇，面积39.87平方千米，2023年12月31日人口为15,385人。